# Modelisme espacial

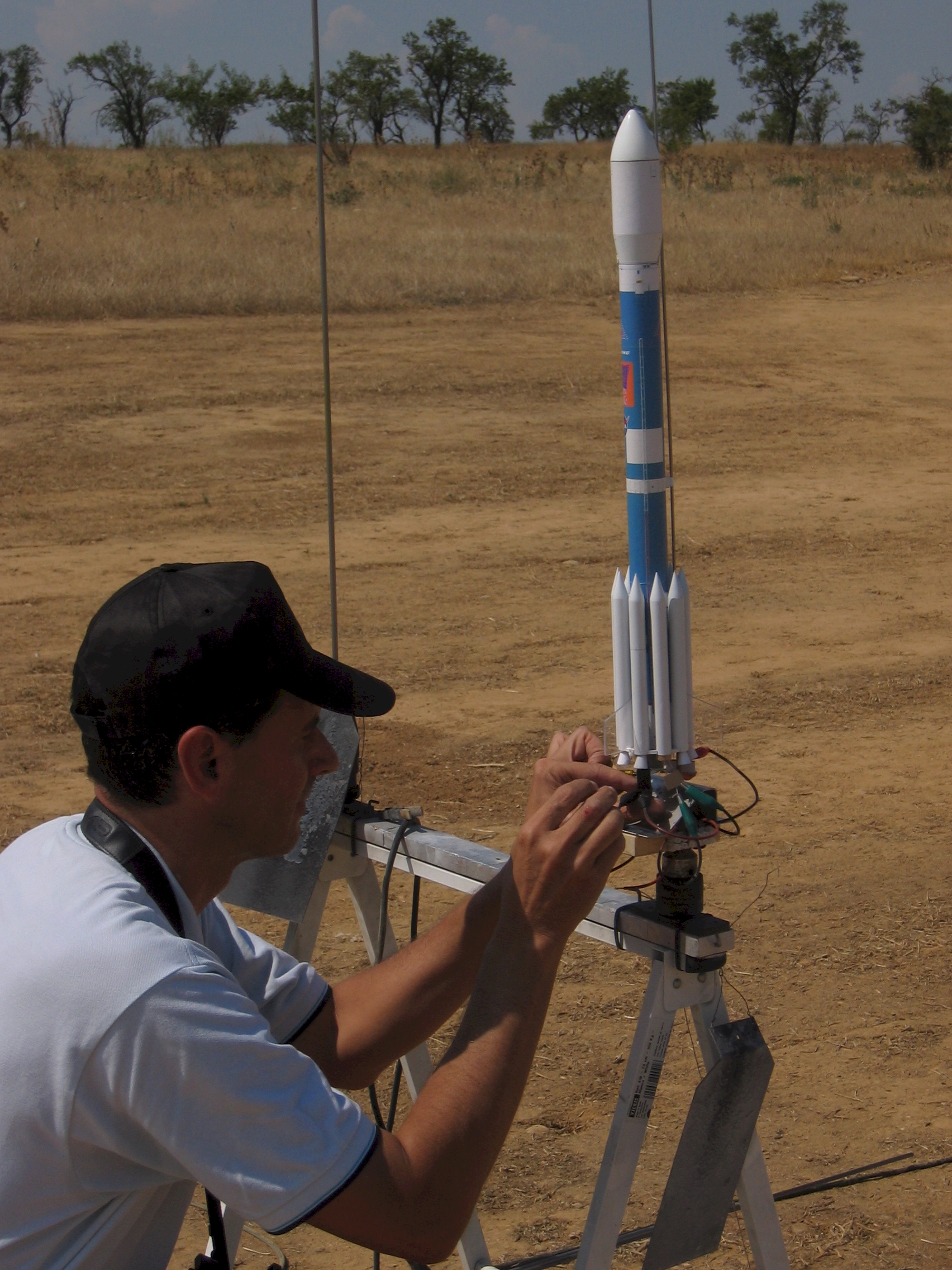
Un modelista espacial prepara el seu model a escala d'un coet Delta II per a ésser llançat. Trobada internacional de modelistes espacials "Spanish Rocketry Meeting" (SRM 2009), a Alcolea de Cinca (Osca).

El modelisme espacial és una activitat lúdica i educativa que consisteix a construir models de coet, bé a escala dels coets reals o bé models de disseny propi, els quals obeeixen a les mateixes lleis físiques dels coets reals pel que fa al vol parabòlic i orbital. Aquests models es poden llançar repetidament i recuperar-se de manera segura, utilitzant sempre motors-coet comercials, i construïts amb materials lleugers i no metàl·lics.
En l'àmbit de la competició el modelisme espacial és considerat com un esport-ciència, i es regeix per la Normativa FAI on posseeix una categoria pròpia, i en la qual el modelista espacial pot competir en diferents modalitats.
El modelisme espacial, com a activitat educativa i disciplinar, abasta diferents àrees del coneixement molt relacionades amb el desenvolupament científic i la investigació aeroespacial com per exemple: la Física, la Química, l'aerodinàmica, les matemàtiques, l'Electrònica, la Informàtica, el disseny assistit per ordinador (CAD), etc. Als Estats Units, el modelisme espacial s'imparteix a les escoles com a assignatura optativa, per tal de fomentar la ciència, el treball en equip, i la camaraderia entre els joves i futurs enginyers aeroespacials.
El modelisme espacial és considerat també, en l'aspecte lúdic, com un hobby pels practicants arreu al món. Molts d'aquests aficionats provenien del camp de l'aeromodelisme. La pràctica es regeix pel Codi de Seguretat NAR de rigorós compliment per tots els Clubs i Associacions de modelistes espacials.
El modelisme espacial és una activitat separada però complementària a la de la "Coeteria Experimental", la qual és molt més extensa i complexa. A la Coeteria Experimental el modelista, a més de dissenyar i construir els seus propis models de coet, també construeix els seus propis motors-coet de forma artesanal.

## Origen del modelisme espacial
A Espanya hi ha una gran tradició i una gran afició per la pólvora. Des de fa ja alguns anys, el creixent interès per l'astronáutica ha tingut el seu reflex en el món del model reduït com una entitat pròpia, i en conseqüència encara avui hi ha una creixent afició per aquesta activitat. El modelisme espacial a Espanya sorgeix a la fi dels anys 50 com una activitat lúdica, també apareix de forma ocasional com una activitat d'exhibició en alguns col·legis, i com a activitat complementària en algunes associacions astronòmiques. Però a causa d'un greu incident ocorregut el 1959, aquesta activitat va estar prohibida durant dotze anys. Finalment l'any 1971, i amb l'aparició de motors-coet més segurs juntament amb una normativa de seguretat internacionalment acceptada, es va aconseguir aixecar la prohibició, començant així una nova etapa per al modelisme espacial a Espanya.
Amb l'objectiu de reunir a tots aquests aficionats al modelisme espacial repartits per tot el territori nacional, va sorgir, l'any 2002 el primer club dedicat principalment a aquesta activitat, el Club SpainRocketry. Aquest club actualment ostenta la Prefectura de Trípoli Association Inc. a Espanya.
El Club SpainRocketry organitza cada any una trobada internacional de modelistes espacials, denominat "Spanish Rocketry Meeting" (SRM) on van experts modelistes nacionals i estrangers, així com aficionats amateur, estudiants d'Enginyeria Aeronàutica i Ciències Aeroespacials de diferents universitats. També van experts en Coets experimentals que proven els seus motors artesanals, tant en banc de proves estàtiques (BEMQ), com en els seus propis models.
D'altra banda, també la RFAE (Real Federació Aeronàutica Espanyola), organitza anualment competicions de modelisme espacial en diferents modalitats i sota la Normativa FAI. La Reial Federació Aeronàutica Espanyola està integrada a la FAI (Federació Aeronàutica Internacional), i la seva presència a Espanya està representada per les diferents federacions autonòmiques d'esports aeris. En les federacions autonòmiques s'integren els Clubs i Associacions, i en ells s'integren els esportistes que practiquen el modelisme espacial i participen en les competicions autonòmiques, nacionals i internacionals.
- Les competicions autonòmiques són aquelles que són organitzades pels Clubs en l'àmbit autonòmic, i en elles es realitza una primera classificació d'acord amb la puntuació aconseguida.

- Les competicions Nacionals són organitzades pels Clubs en nom de la RFAE, i dels resultats de les mateixes es realitza una classificació a nivell Nacional, d'on són seleccionats els esportistes que participaran en les següents competicions internacionals.

- Les competicions internacionals se celebren als diferents països integrats a la Federació Aeronàutica Internacional, i són organitzades pels Clubs en nom de la FAI prèvia autorització d'aquest organisme.

Les modalitats per a competició FAI en modelisme espacial són:
| S1A | Altura               |
| S3A | Duració paracaigudes |
| S4A | Duración planeig     |
| S6A | Duració banderola    |
| S7  | Models a escala      |
| S9  | Duració girocòpters  |

## Parts d'un model de coet bàsic

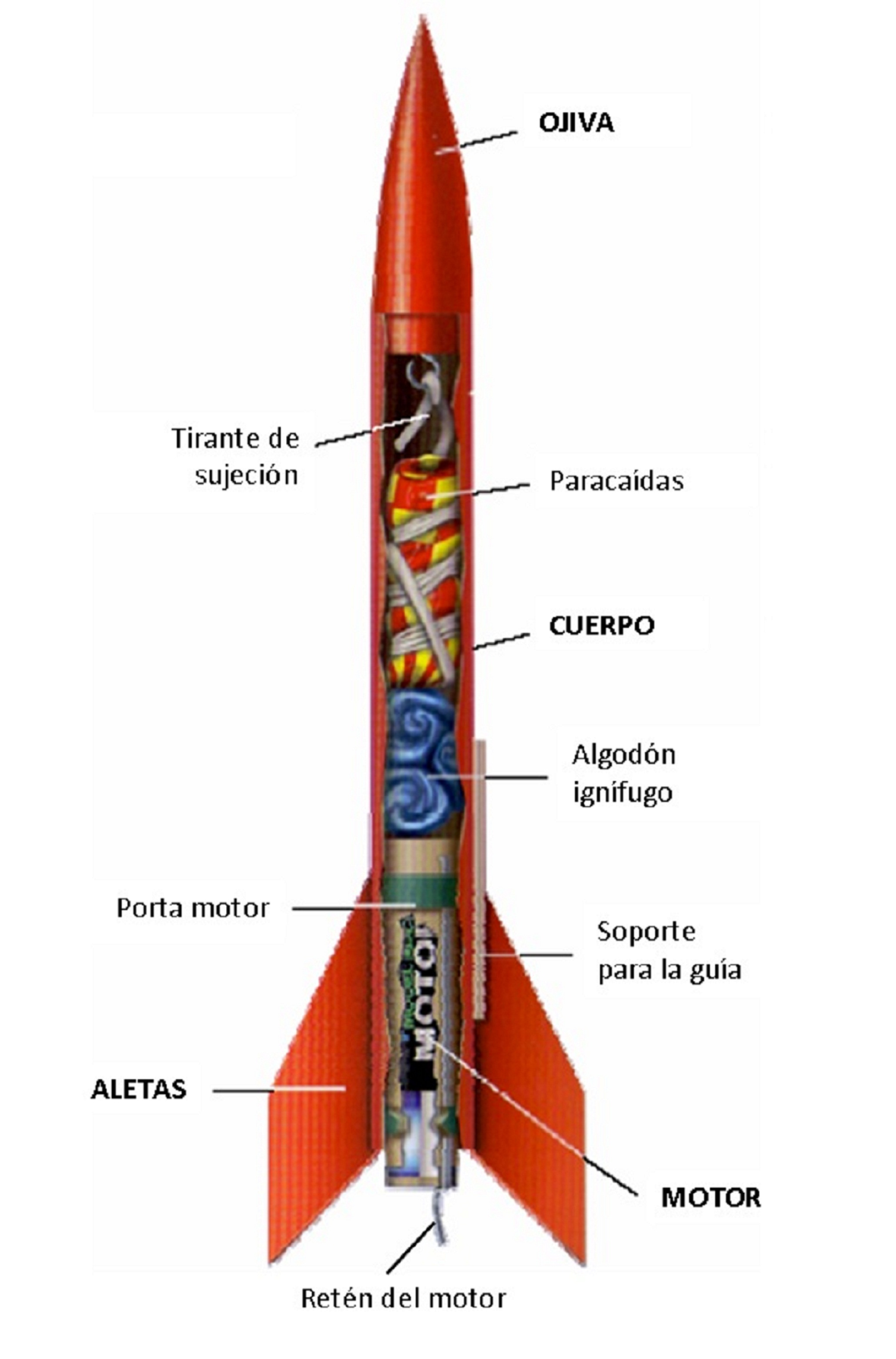
Parts d'un model de coet bàsic.

Les parts d'un model de coet bàsic són:
- La Ogiva: És la part del coet que "obre camí" durant el vol, per tant és la part que genera el major arrossegament aerodinàmic. Existeixen nombroses formes d'ogiva, però totes tenen una funció important en l'aerodinàmica del coet.

- El cos: Aquesta part del model sol consistir en un tub allargat i prim. Constitueix principalment el fuselatge del coet sobre el qual van adossades les aletes estabilitzadores i un petit tub pel qual llisca el model al llarg d'una vareta. Aquesta vareta s'anomena "Guia de llançament", i s'utilitza perquè el coet adquireixi una adreça inicial en el moment d'enlairar-se. Al seu interior conté el dispositiu de recuperació i el motor.

- Les aletes: Les formes de les aletes poden ésser molt variades, però en definitiva són superfícies planes que serveixen per estabilitzar el model durant el vol. A diferència de les ales d'un avió, les aletes d'un model de coet són més petites i les superfícies són iguals per les dues cares.

- El motor: És l'encarregat de proporcionar l'impuls necessari per moure el coet. El motor va allotjat en un tub porta motor, i es manté subjecte mitjançant una forquilla que impedeix que aquest es desplaci per dins del cos.

## Classificació dels motors per a models espacials
Els motors per als models espacials utilitzen un propergol, que és un tipus de propel·lent que no necessita l'oxigen de l'aire per a funcionar, ja que l'oxigen i el combustible que necessita van íntimament lligats en la seva composició química. En un motor-coet que utilitza un propulsor sòlid, un cop iniciada la combustió del propelente, ja no es pot aturar fins que tot el propel·lent s'hagi consumit. El tipus de propulsor més utilitzat pels modelistes espacials és el motor de propel·lent sòlid. El motor-coet és el responsable de proporcionar l'empenta necessària per impulsar el model. Els motors comercials de propel·lent sòlid poden ésser:
- D'un sol ús (SU, de l'anglès Single Use): Són motors que un cop utilitzats, ja no poden tornar a ésser recarregats i per tant, posteriorment a l'ús són rebutjats .

- Recarregables (RMS, de l'anglès Reload Motor System): Són motors les quals característiques de fabricació, tant de la carcassa com dels seus tancaments anterior i posterior (maquinari), permeten la seva reutilització. Per al seu funcionament s'utilitzen les recàrregues de propulsió, les quals s'adquireixen de manera separada al maquinari. Aquestes recàrregues són específiques per utilitzar amb un determinat tipus de maquinari. També hi ha un tipus de motor comercial recarregable denominat Motor híbrid, el qual utilitza un propel·lent de dos components separats: un sòlid (PVC) i un gas oxidant (NOX, o Òxid nitrós). Aquest tipus de motor s'utilitza principalment en els models de coet d'alta potència o "High Power Rockets" (HPR).

Tant els motors comercials com els experimentals es classifiquen mitjançant una lletra en funció de l'Impuls total (Newtons•seg) que lliuren. A la següent taula es mostra la classificació dels motors fins a la Classe "O":

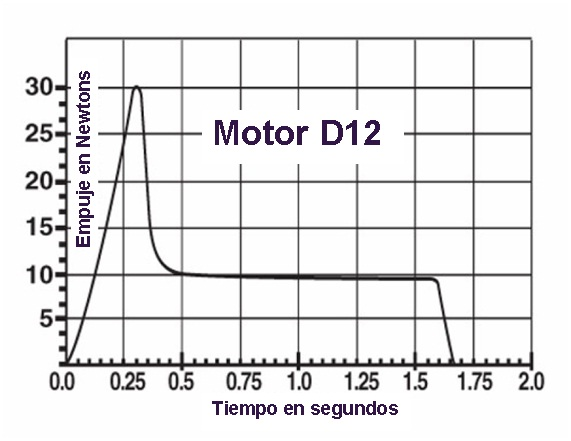
Corba d'empenta d'un motor ESTES D12 per a models de coet.

miniatura|Parts d'un motor de pólvora d'un sol ús.
| Clase | Impuls total (Ns)   | Tipus de propel·lent | Tipus de motor        |
| ----- | ------------------- | -------------------- | --------------------- |
| 1/4 A | de 0,312 a 0,625    | BP                   | SU                    |
| 1/2 A | de 0,626 a 1,25     | BP                   | SU                    |
| A     | de 1,26 a 2,5       | BP                   | SU                    |
| B     | de 2,6 a 5          | BP                   | SU                    |
| C     | de 5,01 a 10        | BP                   | SU                    |
| D     | de 10,01 a 20       | BP                   | SU                    |
| E     | de 20,01 a 40       | BP / Compost         | SU / Recarregable     |
| F     | de 40,01 a 80       | BP / Compost         | SU / Recarregable     |
| G     | de 80,01 a 160      | Compost              | SU / Recarregable     |
| H     | de 160,01 a 320     | Compost              | Recarregable          |
| I     | de 320,01 a 640     | Compost / PVC-NOX    | Recarregable / Híbrid |
| J     | de 640,01 a 1280    | Compost / PVC-NOX    | Recarregable / Híbrid |
| K     | de 1280,01 a 2560   | Compost / PVC-NOX    | Recarregable / Híbrid |
| L     | de 2560,01 a 5120   | Compost / PVC-NOX    | Recarregable / Híbrid |
| M     | de 5120,01 a 10240  | Compost / PVC-NOX    | Recarregable / Híbrid |
| N     | de 1240,01 a 20480  | Compost / PVC-NOX    | Recarregable / Híbrid |
| O     | de 20480,01 a 40560 | Compost / PVC-NOX    | Recarregable / Híbrid |

BP: Pólvora negra, SU: Un sol ús.

## Classificació dels models espacials
Existeix una enorme varietat de models de coet, tant comercials com de disseny propi, d'una única fase o bé diverses fases, llançadores, avions coet, girocòpters, coets sonda, coets d'aigua, coets de competició FAI, etcètera. Però principalment es classifiquen per la potència de motors que usen. Així, els models de coet es classifiquen en:
- Micro coets: Són models de coet de dimensions molt reduïdes i molt poc pes que utilitzen motors el qual impuls total és inferior o bé igual als de Classe B.

- Coets de baixa potència: Són models de pes inferior a 500 grams que utilitzen motors amb un impuls total que es troba entre els de la Classe C i la Classe E.

- Coets de potència mitjana:Són models que compten amb un pes inferior a 1.500 grams que utilitzen motors d'un impuls total corresponent als de Classe F o Classe G.

- Coets d'alta potència: En anglès High Power Rockets (HPR) són models amb un pes molt major a 1.500 grams i d'un motor Classe H o superior.

Tots ells han d'estar dotats d'un dispositiu de recuperació, i han d'ésser capaços de desplegar-lo en el seu descens a terra, el sistema de recuperació per excel·lència entre els modelistes espacials és sens dubte el Paracaigudes.

## Fases de vol d'un model de coet

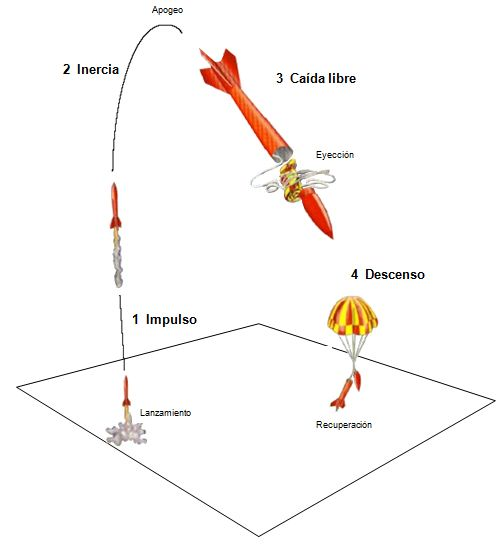
Fases del vol d'un model de coet bàsic.

Des de l'enlairament i fins que acaba el vol, les fases del vol d'un model de coet són:
- Fase d'impuls: Comença en l'instant de l'enlairament i finalitza quan el motor s'apaga. En aquesta fase, el model accelera fins que el motor esgota el Propel·lent, i ateny la màxima velocitat.

- Fase d'inèrcia: Comença des que el motor s'apaga, fins que el model aconsegueix la màxima altitud o apogeu. En aquesta fase, el motor ja ha esgotat tot el propel·lent i el model continua ascendint per inèrcia i perdent velocitat fins a aconseguir la màxima altitud, que és l'apogeu, on la velocitat vertical és gairebé nul·la.

- Fase de caiguda lliure: Comença a l'apogeu i finalitza en l'instant en què el model desplega el dispositiu de recuperació. En aquesta fase, el model comença a caure lliurement per l'acció de la gravetat i accelera progressivament fins que desplega el dispositiu de recuperació.

- Fase de descens: Comença quan el model desplega totalment el dispositiu de recuperació, i finalitza quan el model toca el terra i és recuperat del tot. En aquesta fase, el model deixa d'accelerar la caiguda lliure i comença a descendir amb una determinada velocitat constant o velocitat límit, la qual dependrà de les característiques del dispositiu de recuperació emprat. Finalment el model es recupera íntegre i pot tornar a llançar-se.